# Aedes patriciae
Aedes patriciae är en tvåvingeart som beskrevs av Mattingly 1954. Aedes patriciae ingår i släktet Aedes och familjen stickmyggor. Inga underarter finns listade i Catalogue of Life.